# Elías Larrahondo Carabalí
Elías Larrahondo Carabalí (Buenos Aires (Cauca), 11 de enero de 1968) es un abogado y político colombiano quien el 27 de octubre en las Elecciones regionales de Colombia de 2019 se convirtió en el primer afrocolombiano de la historia en ser elegido como gobernador del Cauca.

## Biografía
Es oriundo de La Balsa, un corregimiento de Buenos Aires (Cauca) ubicado al norte del Cauca. Es hijo del exconcejal del Partido Liberal Colombiano Abraham Larrahondo. Está casado y tiene cinco hijos.

## Estudios
Estudió Derecho en la Seccional Cali de la Universidad Libre (Colombia) de la cual se graduó en 2004. Posteriormente, realizó estudios de especialización en la Universidad Santiago de Cali, una en Derecho administrativo y otra en Derecho constitucional.

## Vida pública
Desde 1998 está en lo público, comenzó como Director de Tránsito en Santander de Quilichao. En 1999 fue director de Proyectos Productivos en Buenos Aires (Cauca) y, desde este mismo año y hasta 2008 trabajó como impulsor de los consejos comunitarios y etnoeducativos, defensor de comunidades negras y de las mujeres de su municipio, como parte del Proceso de Comunidades Negras (PCN), uno de los grupos afro más radicales de Colombia.
En 2003 fue Secretario General en la Alcaldía Municipal de Buenos Aires (Cauca), en 2010 fue elegido como el Personero Municipal y en 2011 fue elegido alcalde con 2.786 votos.
En 2015 pasó a la Gobernación del Departamento del Cauca, allí ocupó los cargos de Secretario de Educación, Secretario de Deportes y Gerente de la Licorera del Cauca.